# 4519 Voronezh
A 4519 Voronezh (ideiglenes jelöléssel 1976 YO4) a Naprendszer kisbolygóövében található aszteroida. Nyikolaj Sztyepanovics Csernih fedezte fel 1976. december 18-án.